# Bergen (Sängerin)
Belgin Sarılmışer (* 15. Juli 1959 in Mersin; † 14. August 1989 in Adana), auch bekannt unter dem Künstlernamen Bergen, war eine türkische Sängerin der arabesken Musik.

## Leben und Karriere
Während der 1980er Jahre war Bergen als erfolgreiche Sängerin der arabesken Musik in der Türkei aktiv.
Im Jahr 1982 wurde sie Opfer einer Salpetersäure-Attacke, die ihr Ex-Ehemann Halis Serbest in Auftrag gegeben hatte. Dadurch wurde sie auf einem Auge blind, weshalb sie seitdem dieses Auge mit ihren langen Haaren verdeckte. Nachdem Serbest zu sieben Jahren Haft verurteilt worden war, erschoss er Bergen im Jahr 1989 nach seiner Freilassung. Auch ihre Mutter wurde bei dem Angriff verletzt. Ihr Grab wurde auf dem Mersin Şehir Mezarlığı beigesetzt.
Sie ist durch ihr Leben und ihren Tod zu einem der Symbole und Gesichter der Gewalt gegen Frauen in der Türkei geworden.
Zudem wird ihre Lebensgeschichte in dem Film Bergen aus dem Jahr 2022 aufgegriffen, mit Farah Zeynep Abdullah in der Hauptrolle als Bergen.

## Diskografie

### Alben
- 1982: Şikayetim Var
- 1984: Kardeşiz Kader
- 1985: İnsan Severse
- 1986: Acıların Kadını
- 1987: Onu Da Yak Tanrım
- 1988: Sevgimin Bedeli
- 1988: İstemiyorum
- 1989: Yıllar Affetmez
- 1990: Giden Gençliğim (posthum)
- 1990: Garibin Çilesi Mezarda Biter (posthum)
- 1991: Son Ağlayışım (posthum)

### Bekannte Songs
- 1986: Sen Affetsen
- 1986: Benim İçin Üzülme
- 1988: Elimde Fotoğrafın
- 1989: İnsan Dertli Olunca
- 1989: Seni Kalbimden Kovdum[5]